# Latin Grammy Award alla registrazione dell'anno
Record of the Year è uno dei quattro premi più prestigiosi dei Latin Grammy Awards presentati annualmente.
Alejandro Sanz con cinque vittorie è il cantante che ha vinto più volte in questa categoria. Shakira è stata la prima donna vincitrice, nel 2006.

## Vincitori

### 2010
| Anno | Vincitore        | Altri candidati |
| ---- | ---------------- | --- |
| 2010 | Camila – Mientes | - Maria Bethânia – Tua - Concha Buika – Se Me Hizo Fácil - Jorge Drexler – Una Canción Me Trajo Hasta Aquí - Alejandro Sanz – Desde Cuando |

## Anni precedenti
| Anno | Vincitore                                         | Altri candidati |
| ---- | ------------------------------------------------- | --- |
| 2009 | Calle 13 feat. Café Tacuba – No Hay Nadie Como Tú | - Luis Fonsi ft Aleks Syntek, Noel Schajris e David Bisbal per "Aquí Estoy Yo" - Ivan Lins & The Metropole Orchestra per "Arlequim Desconhecido" - José Lugo Orchestra featuring Gilberto Santa Rosa per "Si No Vas a Cocinar" - Laura Pausini per "En cambio no" |
| 2008 | Juanes – Me Enamora                               | - Andrea Bocelli & Laura Pausini per "Vive Ya! (vivere)" - Cabas per "Bonita" - Café Tacvba per "Volver a Comenzar" - Julieta Venegas per "El presente" |
| 2007 | Juan Luis Guerra – La Llave de Mi Corazón         | - Beyoncé & Shakira per "Bello Embustero" - Miguel Bosé ft Paulina Rubio per "Nena" - Gustavo Cerati per "La Excepción" - Ricky Martin ft La Mari e Tommy Torres per "Tu Recuerdo"                                                                                |
| 2006 | Shakira feat. Alejandro Sanz – La Tortura         | - Ricardo Arjona per "Acompañame a Estar Solo" - Fonseca per "Te Mando Flores" - Sérgio Mendes ft The Black Eyed Peas per "Mas que nada" - Julieta Venegas per "Me voy"                                                                                           |
| 2005 | Alejandro Sanz – Tu No Tienes Alma (*)            | - Bebe per "Malo" - Daddy Yankee per "Gasolina" - Reyli per "Amor del Bueno" - Aleks Syntek ft Ana Torroja per "Duele El Amor" |
| 2004 | Alejandro Sanz – No Es Lo Mismo                   | - Maria Rita per "A Festa" - Robi Draco Rosa per "Más y Más" - Skank per "Dois Rios" - Bebo & Cigala per "Lágrimas Negras" - Julieta Venegas per "Andar Conmigo"                                                                                                  |
| 2003 | Juanes – Es Por Tí                                | - Bacilos per "Mi Primer Millón" - Luis Miguel per "Hasta Que Vuelvas" - Molotov per "Frijolero" - Tribalistas per "Ja Sei Namorar" |
| 2002 | Alejandro Sanz per "Y Sólo Se Me Ocurre Amarte"   | - Celia Cruz per "La Negra Tiene Tumbao" - La Ley per "Mentira" - Gian Marco per "Se Me Olvidó" - Carlos Vives per "Déjame Entrar" |
| 2001 | Alejandro Sanz per "El Alma Al Aire"              | - Christina Aguilera per "Pero Me Acuerdo de Tí" - Aterciopelados per "El Album" - Gilberto Gil per "Esperando Na Janela" - Juanes per "Fíjate Bien" |
| 2000 | Santana feat. Maná per "Corazón espinado"         | - Marc Anthony per "Dímelo" - Rubén Blades per "Tiempos" - Ricky Martin per "Livin' la vida loca" - Carlos Vives per "Fruta Fresca" |